# Stefan Rolewicz
Pour les articles homonymes, voir Rolewicz.
Stefan Henryk Rolewicz (né le 15 mars 1932 à Brest-sur-le-Boug en Pologne (aujourd'hui en Biélorussie), décédé le 9 juillet 2015 à Varsovie) est un mathématicien polonais s'intéressant à l'analyse fonctionnelle (espaces métriques linéaires non localement convexes, théorie des opérateurs linéaires, algèbre topologique linéaire) et à la théorie du contrôle.

## Carrière
En 1955, il est diplômé de mathématiques à l'université de Varsovie. Il y obtient son doctorat en 1958, avec une thèse rédigée sous la direction de Stanisław Mazur. À partir de 1956, il est employé de l'Institut mathématique de l'Académie polonaise des sciences, puis en 1958-1961, il travaille à l'Université de technologie de Varsovie. Il obtient son habilitation en 1962 à l'IM PAN, en 1970 il est nommé professeur associé, en 1976 il reçoit le titre de professeur ordinaire.
Il est l'auteur de plus de 160 articles scientifiques et de quatre livres. Il est membre de la Société mathématique de Pologne depuis 1966 et depuis 1992 membre de la Société scientifique de Varsovie. En 1969, il reçoit le prix Stefan-Banach, en 1988 la Croix de Chevalier de l'Ordre Polonia Restituta. Il est l'époux de la mathématicienne Danuta Przeworska-Rolewicz. Il est enterré au cimetière militaire de Powązki à Varsovie (section G-2-2/3)  .

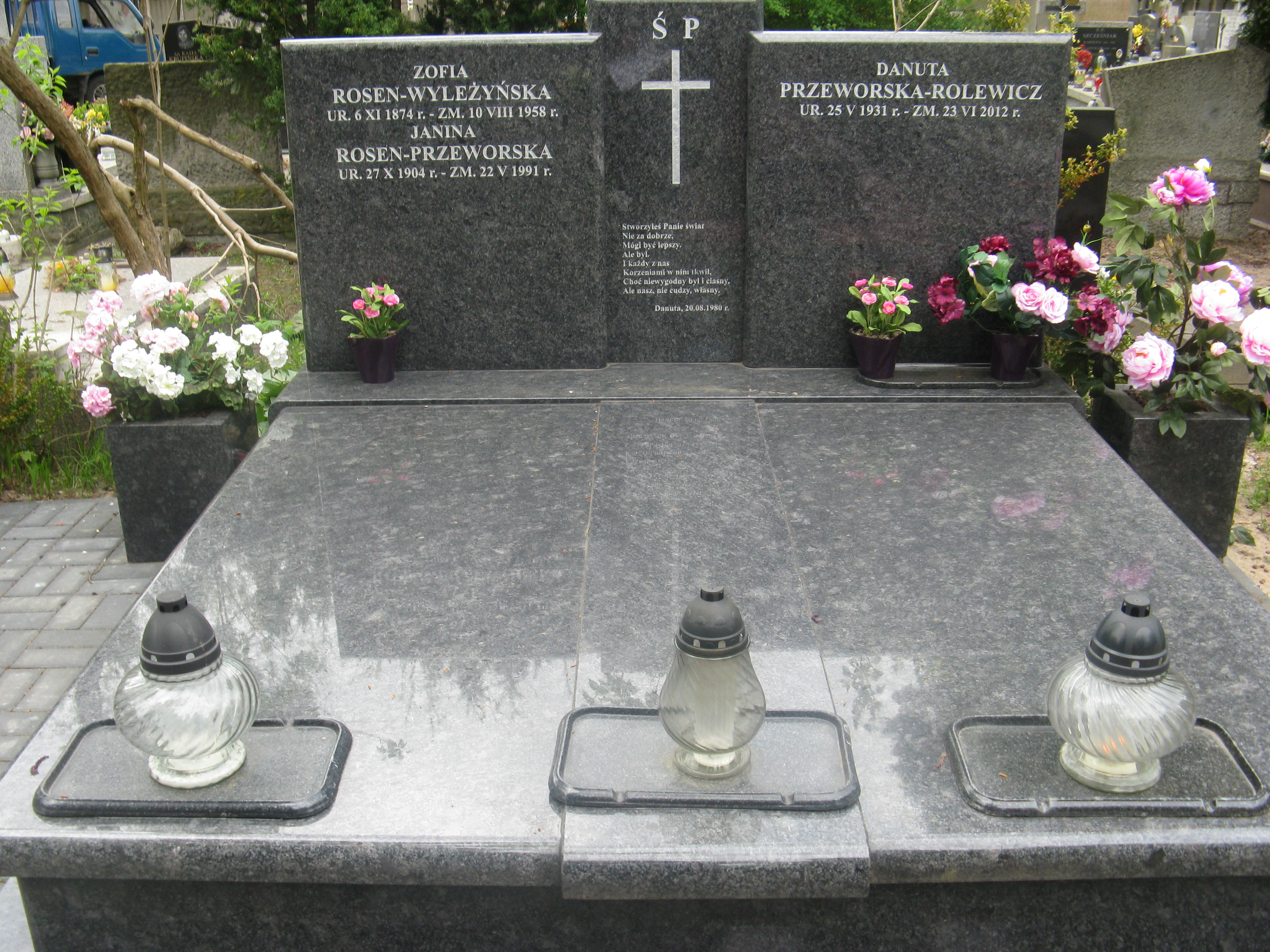
La tombe de Danuta Przeworska-Rolewicz et Stefan Rolewicz au cimetière militaire de Powązki.

## Publications
- (en) Stefan Rolewicz, Functional Analysis and Control Theory : Linear Systems, Dordrecht, Springer, 1987, 524 p. (ISBN 978-90-277-2186-0, lire en ligne).
- (en) Stefan Rolewicz, « On drop property », Studia Math., vol. 85,‎ 1986, p. 27-37 (lire en ligne).